# Moola Bulla

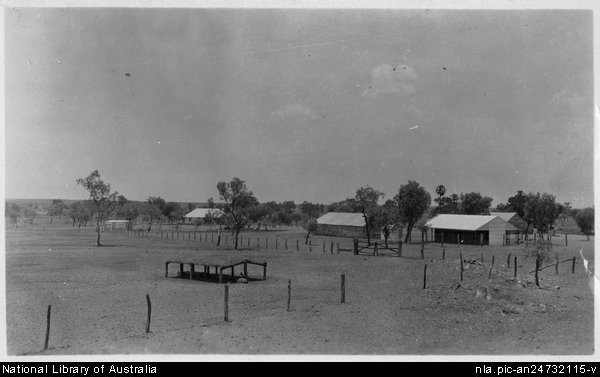
Moola Bulla en 1951.

Moola Bulla est une ancienne réserve gouvernementale située à quelques kilomètres d'Halls Creek en Australie Occidentale.

## Histoire
Le développement du pastoralisme dans les Kimberleys à la fin du XIXe siècle est à l'origine d'une sédentarisation imposée aux différentes populations aborigènes (cf. en:Stolen Generation). Accusés de tuer le bétail ou de menacer la vie des colons, les Aborigènes sont placés sous le contrôle de réserves gouvernementales, de missions ou sous le contrôle direct des stations d'élevage sur lesquelles ils ont leurs campements. Station réservée aux autochtones, Moola Bulla est ouverte en 1910 à proximité d'Hall's Creek. Contrairement aux feeding depots qui n'ont d'autre fonction que de distribuer de la nourriture afin d'éviter que les Aborigènes ne s'en prennent au bétail, Moola Bulla est un centre autosuffisant qui s'alimente sur le bétail qu'il exploite et qui dispose de baraquements, de sanitaires et d'un dispositif d'enseignement.
Quelques hommes sont formés au métier de stockman, l’équivalent australien du cowboy américain. Certains sont ensuite employés par les différentes stations de la région, offrant aux éleveurs une main d'œuvre qualifiée et bon marché. En effet, jusqu'à l'amendement du Pastoral Industry Award en 1968, les Aborigènes ne perçoivent aucun salaire réel mais sont payés sous forme de rations alimentaires, de tabac ou de vêtements.
Lors de la fermeture de la réserve en 1955, ses pensionnaires sont envoyés à plusieurs centaines de kilomètres, à la United Aborigines Mission de Fitzroy Crossing. Habitués jusque-là au discours et à la présence des missionnaires catholiques, mais surtout parce que certains se trouvent trop éloignés de leur territoire traditionnel, une partie des exilés fait demi-tour et revient à Hall's Creek. Certains d'entre eux restèrent à Old Town jusqu'aux années 1970 alors que les autres furent accueillis dans deux petites réserves de l’actuel Hall’s Creek, Yardgee et Mardiwah Loop.